# The Wannadies
The Wannadies är ett indiepop/rockband från Skellefteå, där bandet 1988 gjorde sin första spelning på Norrhammarskolan.
Kända låtar är "My Hometown" från 1990, "You and Me Song" från albumet Be a Girl (1994) samt låtarna "Shorty" & "Hit", båda från albumet Bagsy Me (1996). "Shorty" var även med i en reklam för Ikea som kunde ses på TV runt millennieskiftet. Låten "You and Me Song" är med i filmen Romeo+Juliet.
Efter uppehåll sedan år 2002 släppte Wannadies hösten 2020 sin första singel på 18 år: "Can’t Kill The Musikk" , och meddelade kort därefter att bandet är inbokade för en ny turné under våren 2022.

## Medlemmar
- Pär Wiksten - sång och gitarr
- Stefan Schönfeldt - gitarr
- Fredrik Schönfeldt - bas
- Christina Bergmark - sång/keyboard
- Gunnar Karlsson - trummor (från start till 1997)
- Erik Dahlgren – trummor (från 1997)

## Diskografi
- 1990 – The Wannadies
- 1992 – Aquanautic
- 1994 – Be a Girl
- 1997 – Bagsy Me med sången Hit
- 1997 – The Wannadies
- 1998 – Skellefteå
- 1999 – Yeah
- 2002 – Before & After